# Giro d’Italia 2025/1. Etappe
Die 1. Etappe des Giro d’Italia 2025 fand am 9. Mai 2025 statt. Sie war der Auftakt der 108. Austragung des italienischen Etappenrennens der in Albanien ausgetragen wurde. Die Strecke führte von der Hafenstadt Durrës über 160 Kilometer nach Tirana, wo das Finale auf einem hügligen Rundkurs ausgefahren wurde. Nach der Etappe hatte die Fahrer 4,65 % der Gesamtdistanz zurückgelegt. Die Organisatoren der Rundfahrt bewerteten die Schwierigkeit der Etappe mit drei von fünf Sternen.
Den Etappensieg sicherte sich der Däne Mads Pedersen (Lidl-Trek) im Sprint einer rund 40 Fahrer umfassenden Gruppe vor Wout van Aert (Team Visma-Lease a Bike) und Orluis Aular (Movistar Team). Mads Pedersen schlüpfte zugleich in die erste Maglia Rosa der 108. Austragung.

## Streckenverlauf
Die Strecke führte von Durrës in einem Bogen nach Süden zurück in Tirana, wo zuerst das Ziel von der falschen Richtung passiert und dann zwei Mal eine Schlaufe von etwas mehr als 20 Kilometern gefahren wurde. Die ersten 70 Kilometer waren flach, der Rest von drei steilen Anstiegen geprägt.
Der neutralisierte Start erfolgte in Durrës an der Uferpromenade beim Hafen. Es ging durch die Innenstadt und Durrës Plazh, bevor in Plepa nach der Auffahrt auf die Autobahn das Rennen freigegeben wurde. An Shkëmbi i Kavajës, Golem und Kavaja vorbei ging es auf der Autobahn durch flache Küstenlandschaften in Richtung Rrogozhina. Dort wurde ins Landesinnere auf die SH7 eingeschwenkt. Die Strecke führte das Shkumbin-Tal hoch an Peqin vorbei bis zum Kombinat Stahl der Partei bei Elbasan. In Papër (Kilometer 72) und Bradashesh (Kilometer 96) wurden Sprintwertungen ausgetragen. Es folgte der Anstieg zum Krraba-Pass (13 Kilometer mit 5,1 % Steigung im Durchschnitt) mit einer Bergwertung in Gracen (777 m ü. A.). Die Strecke setzte sich danach auf der alten Straße (SH3) über Sauk nach Tirana fort. In Sauk wurde nach 112 Kilometern ein Zwischensprint mit Zeitgutschrift ausgetragen.
Über die Rruga Elbasanit wurde das Stadtzentrum erreicht. Am Air Albania Stadium vorbei ging die Strecke zum Mutter-Teresa-Platz und den Bulevardi Dëshmorët e Kombit hinab, wo beim Pallati i Kongreseve zum ersten Mal – in Gegenrichtung – das Ziel passiert wurde. Es begann die erste Runde, die von der Innenstadt aus sich am Hausberg von Tirana, dem Dajti, erstreckte. Bei der Pyramide schwenkte der Rundkurs vom Boulevard nach Osten ab und folgt der Lana flussaufwärts in Richtung Uzina autotraktorve. Dort begann ein zehn Kilometer langer Aufstieg an den Westhängen des Dajtis. Die Strecke schwenkt kurz vor Farka e Madhe nach Surrel ein, wo nach 344 Höhenmetern auf 454 m ü. A. auf jeder Runde ein Bergpreis dritter Klasse zu gewinnen war. Auf der SH54 folgte die Abfahrt nach Dajt. Durch die Stadtteile Kinostudio und Xhamlliku ging es zurück ins Zentrum von Tirana. Der Rundkurs schwenkte kurz auf den mittleren Ring ein, bevor die Lana erreicht wurde. Der Lana folgte der Kurs zurück in die Innenstadt vorbei an der Ura e Tabakëve und der Pauluskathedrale dem Ziel entgegen. Der letzte Kilometer war etwa bei der Großen Moschee. Beim Hotel Dajti wurde nach Süden in den Bulevardi Dëshmorët e Kombit eingebogen und die Lana überquert. Die letzten 500 Meter führten den Boulevard hoch an der Pyramide und dem Ministerpräsidentensitz vorbei zum Ziel beim Pallati i Kongreseve. Südlich davon folgte auf dem Mutter-Teresa-Platz gleich eine Wende zurück zum Ziel und auf die zweite Runde.
|                            | Ort          | Kilometer | Länge (km) | Höhe (m) | Ø Steigung | max. Steigung |
| -------------------------- | ------------ | --------- | ---------- | -------- | ---------- | ------------- |
| neutralisierter Start      | Durrës       | −9,5      |            |          |            |               |
| offizieller Start          | Durrës (SH4) | 0         |            |          |            |               |
| Zwischensprint             | Papër        | 57,9      |            |          |            |               |
| Zwischensprint             | Elbasan      | 67        |            |          |            |               |
| Bergwertung (2. Kategorie) | Gracen       | 81,5      | 13,5       | 777      | 5,2 %      | 11 %          |
| Red Bull-Kilometer         | Sauk         | 112       |            |          |            |               |
| Zieldurchfahrt             | Tirana       | 116,1     |            |          |            |               |
| Bergwertung (3. Kategorie) | Surrel       | 126,5     | 6,9        | 454      | 4,6 %      | 13 %          |
| Zieldurchfahrt             | Tirana       | 126       |            |          |            |               |
| Bergwertung (3. Kategorie) | Surrel       | 137,9     | 6,9        | 454      | 4,6 %      | 13 %          |
| Ziel                       | Tirana       | 160       |            |          |            |               |

## Rennverlauf
Kurz nach dem Start setzte sich eine Gruppe von fünf Fahrern mit Alessandro Verre (Arkéa-B&B Hotels), Sylvain Moniquet (Cofidis), Taco van der Hoorn (Intermarché-Wanty), Alessandro Tonelli (Polti VisitMalta) und Manuele Tarozzi (VF Group-Bardiani CSF-Faizanè) ab. Die Spitzengruppe führte während rund 120 Kilometern bis zu Beginn der ersten Schlussrunde, verteilte unter sich alle Punkte der Zwischensprints und den ersten Bergpreis. Sie konnten sich aber nicht deutlich absetzen – Alpecin-Deceuninck, Lidl-Trek und Team Visma-Lease a Bike übernahmen die Nachführarbeit im Feld und kontrollierten das Rennen.
Nach der ersten Zielpassage übernahm das Lidl-Trek die Führung auf den beiden Schlussrunden. Sowohl in den Anstiegen wie auch in den flachen Passagen bestimmten sie den Rennverlauf: Dem Tempodiktat von Giulio Ciccone im Anstieg fielen etliche Mitfavoriten und Sprinter zum Opfer – nur wenige Fahrer bildeten die Führungsgruppe in der letzten Abfahrt. Mathias Vacek führte Mads Pedersen auf die Zielgerade und riss den Sprint an. Petersen konnte eine halbe Radlänge Vorsprung vor Wout van Aert (Team Visma-Lease a Bike) über die Ziellinie retten. Damit holte er sich das erste Leadertrikot an einer großen Rundfahrt und streifte sich als erster Däne die Maglia Rosa über.
In der hektischen Schlussphase kam es in Fresk, rund fünf Kilometer vor dem Ziel, am Schluss der Abfahrt zu einem schweren Sturz. In einer Kurve flog Mikel Landa (Soudal Quick-Step) über die Bordsteinkante und verletzte sich schwer. In der Folge stürzten Geoffrey Bouchard (Decathlon AG2R La Mondiale Team) und Jay Vine (UAE Team Emirates-XRG) über sein Rad. Nur Vine konnte das Rennen fortsetzen. Juan Ayuso (UAE Team Emirates-XRG), einer der Favoriten auf den Gesamtsieg, war schon früher im Rennen gestürzt, kam aber doch als 29. ins Ziel.

## Ergebnis
| \| Etappenergebnis \| Etappenergebnis \| Etappenergebnis \| Etappenergebnis \| Etappenergebnis \| \| Fahrer \| Fahrer \| Land \| Team \| Zeit \| \| --------------- \| ----------------- \| ---------------------- \| -------------------------- \| --------------- \| \| 1. \| Mads Pedersen \| Dänemark \| Lidl-Trek \| 3 h 36 min 24 s \| \| 2. \| Wout van Aert \| Belgien \| Team Visma \\| Lease a Bike \| + 0 s \| \| 3. \| Orluis Aular \| Venezuela \| Movistar Team \| + 0 s \| \| 4. \| Francesco Busatto \| Italien \| Intermarché-Wanty \| + 0 s \| \| 5. \| Thomas Pidcock \| Vereinigtes Königreich \| Q36.5 Pro Cycling Team \| + 0 s \| \| 6. \| Diego Ulissi \| Italien \| XDS Astana Team \| + 0 s \| \| 7. \| Richard Carapaz \| Ecuador \| EF Education-EasyPost \| + 0 s \| \| 8. \| Max Poole \| Vereinigtes Königreich \| Team Picnic-PostNL \| + 0 s \| \| 9. \| Nicola Conci \| Italien \| XDS Astana Team \| + 0 s \| \| 10. \| Davide Piganzoli \| Italien \| Team Polti VisitMalta \| + 0 s \| |                   |                        |                            |                 |
| |                   |                        |                            |                 |
| Quelle: ProCyclingStats |                   |                        |                            |                 |
| Etappenergebnis |                   |                        |                            |                 |
| Fahrer | Fahrer            | Land                   | Team                       | Zeit            |
| 1. | Mads Pedersen     | Dänemark               | Lidl-Trek                  | 3 h 36 min 24 s |
| 2. | Wout van Aert     | Belgien                | Team Visma \| Lease a Bike | + 0 s           |
| 3. | Orluis Aular      | Venezuela              | Movistar Team              | + 0 s           |
| 4. | Francesco Busatto | Italien                | Intermarché-Wanty          | + 0 s           |
| 5. | Thomas Pidcock    | Vereinigtes Königreich | Q36.5 Pro Cycling Team     | + 0 s           |
| 6. | Diego Ulissi      | Italien                | XDS Astana Team            | + 0 s           |
| 7. | Richard Carapaz   | Ecuador                | EF Education-EasyPost      | + 0 s           |
| 8. | Max Poole         | Vereinigtes Königreich | Team Picnic-PostNL         | + 0 s           |
| 9. | Nicola Conci      | Italien                | XDS Astana Team            | + 0 s           |
| 10. | Davide Piganzoli  | Italien                | Team Polti VisitMalta      | + 0 s           |

## Gesamtstände
| \| Gesamtwertung \| Gesamtwertung \| Gesamtwertung \| Gesamtwertung \| Gesamtwertung \| \| Fahrer \| Fahrer \| Land \| Team \| Zeit \| \| ------------- \| ----------------- \| ---------------------- \| -------------------------- \| --------------- \| \| 1. \| Mads Pedersen \| Dänemark \| Lidl-Trek \| 3 h 36 min 14 s \| \| 2. \| Wout van Aert \| Belgien \| Team Visma \\| Lease a Bike \| + 4 s \| \| 3. \| Orluis Aular \| Venezuela \| Movistar Team \| + 6 s \| \| 4. \| Francesco Busatto \| Italien \| Intermarché-Wanty \| + 10 s \| \| 5. \| Thomas Pidcock \| Vereinigtes Königreich \| Q36.5 Pro Cycling Team \| + 10 s \| \| 6. \| Diego Ulissi \| Italien \| XDS Astana Team \| + 10 s \| \| 7. \| Richard Carapaz \| Ecuador \| EF Education-EasyPost \| + 10 s \| \| 8. \| Max Poole \| Vereinigtes Königreich \| Team Picnic-PostNL \| + 10 s \| \| 9. \| Nicola Conci \| Italien \| XDS Astana Team \| + 10 s \| \| 10. \| Davide Piganzoli \| Italien \| Team Polti VisitMalta \| + 10 s \| |                   |                        |                            |                 |
| |                   |                        |                            |                 |
| Quelle: ProCyclingStats |                   |                        |                            |                 |
| Gesamtwertung |                   |                        |                            |                 |
| Fahrer | Fahrer            | Land                   | Team                       | Zeit            |
| 1. | Mads Pedersen     | Dänemark               | Lidl-Trek                  | 3 h 36 min 14 s |
| 2. | Wout van Aert     | Belgien                | Team Visma \| Lease a Bike | + 4 s           |
| 3. | Orluis Aular      | Venezuela              | Movistar Team              | + 6 s           |
| 4. | Francesco Busatto | Italien                | Intermarché-Wanty          | + 10 s          |
| 5. | Thomas Pidcock    | Vereinigtes Königreich | Q36.5 Pro Cycling Team     | + 10 s          |
| 6. | Diego Ulissi      | Italien                | XDS Astana Team            | + 10 s          |
| 7. | Richard Carapaz   | Ecuador                | EF Education-EasyPost      | + 10 s          |
| 8. | Max Poole         | Vereinigtes Königreich | Team Picnic-PostNL         | + 10 s          |
| 9. | Nicola Conci      | Italien                | XDS Astana Team            | + 10 s          |
| 10. | Davide Piganzoli  | Italien                | Team Polti VisitMalta      | + 10 s          |

| Punktewertung | Punktewertung      | Punktewertung          | Punktewertung                 | Punktewertung |
| Fahrer        | Fahrer             | Land                   | Team                          | Punkte        |
| ------------- | ------------------ | ---------------------- | ----------------------------- | ------------- |
| 1.            | Mads Pedersen      | Dänemark               | Lidl-Trek                     | 25 P.         |
| 2.            | Wout van Aert      | Belgien                | Team Visma \| Lease a Bike    | 18 P.         |
| 3.            | Manuele Tarozzi    | Italien                | VF Group-Bardiani CSF-Faizanè | 17 P.         |
| 4.            | Alessandro Tonelli | Italien                | Team Polti VisitMalta         | 15 P.         |
| 5.            | Orluis Aular       | Venezuela              | Movistar Team                 | 12 P.         |
| 6.            | Sylvain Moniquet   | Belgien                | Cofidis                       | 11 P.         |
| 7.            | Taco van der Hoorn | Niederlande            | Intermarché-Wanty             | 9 P.          |
| 8.            | Francesco Busatto  | Italien                | Intermarché-Wanty             | 8 P.          |
| 9.            | Alessandro Verre   | Italien                | Arkéa-B&B Hotels              | 6 P.          |
| 10.           | Thomas Pidcock     | Vereinigtes Königreich | Q36.5 Pro Cycling Team        | 6 P.          |

| Bergwertung | Bergwertung        | Bergwertung | Bergwertung                   | Bergwertung |
| Fahrer      | Fahrer             | Land        | Team                          | Punkte      |
| ----------- | ------------------ | ----------- | ----------------------------- | ----------- |
| 1.          | Sylvain Moniquet   | Belgien     | Cofidis                       | 18 P.       |
| 2.          | Lorenzo Fortunato  | Italien     | XDS Astana Team               | 10 P.       |
| 3.          | Giulio Ciccone     | Italien     | Lidl-Trek                     | 9 P.        |
| 4.          | Alessandro Verre   | Italien     | Arkéa-B&B Hotels              | 8 P.        |
| 5.          | Alessandro Tonelli | Italien     | Team Polti VisitMalta         | 6 P.        |
| 6.          | Manuele Tarozzi    | Italien     | VF Group-Bardiani CSF-Faizanè | 4 P.        |
| 7.          | Pello Bilbao       | Spanien     | Bahrain Victorious            | 4 P.        |
| 8.          | Mads Pedersen      | Dänemark    | Lidl-Trek                     | 4 P.        |
| 9.          | Taco van der Hoorn | Niederlande | Intermarché-Wanty             | 2 P.        |
| 10.         | Carlos Verona      | Spanien     | Lidl-Trek                     | 2 P.        |

| Nachwuchswertung | Nachwuchswertung  | Nachwuchswertung       | Nachwuchswertung        | Nachwuchswertung |
| Fahrer           | Fahrer            | Land                   | Team                    | Zeit             |
| ---------------- | ----------------- | ---------------------- | ----------------------- | ---------------- |
| 1.               | Francesco Busatto | Italien                | Intermarché-Wanty       | 3 h 36 min 24 s  |
| 2.               | Max Poole         | Vereinigtes Königreich | Team Picnic-PostNL      | + 0 s            |
| 3.               | Davide Piganzoli  | Italien                | Team Polti VisitMalta   | + 0 s            |
| 4.               | Antonio Tiberi    | Italien                | Bahrain Victorious      | + 0 s            |
| 5.               | Felix Engelhardt  | Deutschland            | Team Jayco AlUla        | + 0 s            |
| 6.               | Isaac Del Toro    | Mexiko                 | UAE Team Emirates XRG   | + 0 s            |
| 7.               | Mathias Vacek     | Tschechien             | Lidl-Trek               | + 0 s            |
| 8.               | Juan Ayuso        | Spanien                | UAE Team Emirates XRG   | + 0 s            |
| 9.               | Giulio Pellizzari | Italien                | Red Bull-Bora-Hansgrohe | + 0 s            |
| 10.              | Martin Tjøtta     | Norwegen               | Arkéa-B&B Hotels        | + 57 s           |

| Mannschaftswertung | Mannschaftswertung         | Mannschaftswertung           | Mannschaftswertung |
| Team               | Team                       | Land                         | Zeit               |
| ------------------ | -------------------------- | ---------------------------- | ------------------ |
| 1.                 | Lidl-Trek                  | Vereinigte Staaten           | 10 h 49 min 12 s   |
| 2.                 | Movistar Team              | Spanien                      | + 0 s              |
| 3.                 | XDS Astana Team            | Kasachstan                   | + 0 s              |
| 4.                 | Team Visma \| Lease a Bike | Niederlande                  | + 0 s              |
| 5.                 | Team Jayco AlUla           | Australien                   | + 0 s              |
| 6.                 | Red Bull-BORA-hansgrohe    | Deutschland                  | + 0 s              |
| 7.                 | UAE Team Emirates XRG      | Vereinigte Arabische Emirate | + 0 s              |
| 8.                 | Team Picnic-PostNL         | Niederlande                  | + 57 s             |
| 9.                 | Q36.5 Pro Cycling Team     | Schweiz                      | + 57 s             |
| 10.                | Bahrain-Victorious         | Bahrain                      | + 1 min 37 s       |

## Ausgeschiedene Fahrer
- Geoffrey Bouchard (Decathlon AG2R La Mondiale Team): aufgrund eines Sturzes während der Etappe aufgegeben, er brach sich beim Sturz das rechte Schlüsselbein und drei Lendenwirbel.[4][5]
- Mikel Landa (Soudal Quick-Step): aufgrund eines Sturzes während der Etappe aufgegeben, erlitt eine Wirbelfraktur.[4][6]